# Juan Gazsó
Juan Gazsó Horwath (Telečka, 19 novembre 1922 – Córdoba, 15 settembre 2003) è stato un cestista argentino.

## Carriera
Con l'Argentina ha disputato i Giochi olimpici di Helsinki 1952.